# Olovni azid
Olovov azid Pb(N3)2 je olovova sol azidne kiseline. To je eksplozivna i otrovna kristalična tvar koja se uglavnom koristi kao inicijalni eksploziv. Dolazi u obliku bijelog praha.
Bio je korišten kao jedan od prvih inicijalnih eksploziva poslije živinog fulminata, te srebrovog i borovog azida.